# Andrej Muravjov
Andrej Nikolajevitj Muravjov (ryska: Андрей Николаевич Муравьёв), född 12 maj (gamla stilen: 30 april) 1806 i Moskva, död 30 augusti (gamla stilen: 18 augusti) 1874 i Kiev, var en rysk resande och skriftställare. Han var son till Nikolaj Muravjov (1768–1840). 
Muravjov var medlem av Heliga synoden och av riksrådet samt företog mycket omfattande resor i bland annat Kaukasien, Armenien, Palestina, Syrien och Italien. Han utgav (på ryska) en mängd reseskildringar, bland annat från Palestina (1830, hållna i poetisk-religiös stil), Sydryssland, Syrien och Armenien (tre band, 1848), samt flera kyrkohistoriska arbeten, däribland en "Ryska kyrkans historia" (tredje upplagan 1845).